# 과망가니즈산 나트륨
과망가니즈산 나트륨 또는 과망간산 나트륨(Sodium permanganate)은 NaMnO4 화학식을 갖는 무기 화합물이다. 더 일반적으로 볼 수 있는 과망가니즈산 칼륨과 밀접한 관련이 있으나 생산 비용이 더 비싼 이유로 덜 선호되는 경향이 있다. 주로 일수화물 형태로 이용이 가능하다. 이 염은 대기 수분을 녹이며 용해점이 낮다. KMnO4 대비 15배 더 용해도가 높은 과망가니즈산 나트륨은 매우 높은 MnO4− 농축 물질이 필요한 경우에 사용된다.

## 준비
과망가니즈산 나트륨은 KMnO4와 비슷한 방식으로 준비할 수 없는데, 필요한 중간 망간산염 Na2MnO4이 생성되지 않기 때문이다. 그러므로 KMnO4로부터의 변환을 포함하여 덜 직관적인 방법들이 사용된다.
과망가니즈산 나트륨은 과망가니즈산 칼륨과 비슷한 효과를 보인다. 물에 쉽게 녹으며 이때 진한 자주빛의 용액을 만들어낸다.
이산화망간을 하이포아염소산나트륨과 반응시켜 준비할 수 있다:
2 MnO2 + 3 NaClO + 2 NaOH → 2 NaMnO4 + 3 NaCl + H2O

## 응용
높은 용해성 때문에 인쇄 회로의 에칭용 시약(부식제)으로 사용된다. 맛, 향기를 위한 수치료에서 인기가 높아지고 있다. The V-2 로켓 used it in combination with 과산화 수소 to drive a steam 터보펌프.